# دانا راندال
دانا راندال (بالإنجليزية: Dana Randall)‏ هي أستاذة علوم الكمبيوتر النظرية في معهد جورجيا للتكنولوجيا. اهتمامها الأساسي هو تحليل الخوارزميات في مشاكل العد والحسابات المعقدة باستخدام سلسلة ماركوف. اسهاماتها الهامة في هذا المجال هي «نظرية التحلل في تحليل سلاسل ماركوف». شقيقتها هي عالمة الفيزياء النظرية ليزا راندال.

## نشأتها
ولدت دانا راندال في كوينز في مدينة نيويورك بالولايات المتحدة الأمريكية لأسرة يهودية من الطبقة المتوسطة. والدها كان موظف مبيعات ووالدتها كانت معلمة. تخرجت من مدرسة ستايفسنت الثانوية في عام 1984.

## حياتها الأكاديمية
حصلت دانا على الدكتوراه من جامعة كاليفورنيا عام 1994. تقوم دانا حالياً بتدريس الخوارزميات المتقدمة في معهد جورجيا للتكنولوجيا.

## منشورات
- Clustering in interfering models of binary mixtures